# Wyocena
Wyocena és una població dels Estats Units a l'estat de Wisconsin. Segons el cens del 2000 tenia 668 habitants.

## Demografia
Segons el cens del 2000, Wyocena tenia 668 habitants, 226 habitatges, i 145 famílies. La densitat de població era de 180,4 habitants per km².
Dels 226 habitatges en un 31,4% hi vivien nens de menys de 18 anys, en un 51,3% hi vivien parelles casades, en un 8% dones solteres, i en un 35,8% no eren unitats familiars. En el 27,9% dels habitatges hi vivien persones soles l'11,1% de les quals corresponia a persones de 65 anys o més que vivien soles. El nombre mitjà de persones vivint en cada habitatge era de 2,37 i el nombre mitjà de persones que vivien en cada família era de 2,94.
Per edats la població es repartia de la següent manera: un 19,5% tenia menys de 18 anys, un 6,1% entre 18 i 24, un 26,8% entre 25 i 44, un 18,9% de 45 a 60 i un 28,7% 65 anys o més.
L'edat mediana era de 43 anys. Per cada 100 dones de 18 o més anys hi havia 90,1 homes.
La renda mediana per habitatge era de 42.857 $ i la renda mediana per família de 50.875 $. Els homes tenien una renda mediana de 35.417 $ mentre que les dones 24.464 $. La renda per capita de la població era de 17.430 $. Aproximadament el 2,8% de les famílies i el 5% de la població estaven per davall del llindar de pobresa.

## Poblacions més properes
El següent diagrama mostra les poblacions més properes.